# What Child Is This?
What Child Is This? è un canto natalizio tradizionale, il cui testo è stato scritto nel 1865 dal poeta ed autore di inni inglese William Chatterton Dix (1837-1898). Il testo fu poi adattato da John Stainer (1840 - 1901) alla melodia del celebre brano tradizionale inglese Greensleeves (XVI secolo), brano un tempo attribuito ad Enrico VIII.
Il testo, di cui esistono alcune varianti e che si compone di tre strofe, di otto versi ciascuna, parla della Nascita di Gesù e dell'arrivo dei Re Magi.

## Versioni discografiche
Il brano è stato inciso, tra gli altri, da:
- Acappella
- Julie Andrews
- Joan Baez
- Andrea Bocelli (2009)
- Celtic Woman (2012)
- Chicago
- Chick Corea
- Allison Crowe
- John Denver (Rocky Mountain Christmas , 1975)
- The Everly Brothers
- Roberta Flack
- The Four Seasons
- Faith Hill
- The Imperials
- The Irish Rovers
- Burl Ives
- Mahalia Jackson
- Martin McBride
- Sarah McLachlan
- Glenn Medeiros (The Glenn Medeiros Christmas Album, 1993)
- MercyMe
- Stacie Orrico (2001 e 2006)
- David Osborne (1995)
- The Owen Family
- Ronda Paramoure
- Teresa Ann Pash
- Ashley Peacock
- Dan Peterson
- Philadelphia Brass Ensemble (1967 e 2000)
- Gwen Phillips
- Dominique Piana
- John Rutter
- Jessica Simpson
- Connie Smith
- Starlight Pop Orchestra
- Donna Summer
- Renata Tebaldi (1997 e 2004)
- Rod Stewart
- Trans-Siberian Orchestra
- Tanya Tucker
- Two Hearts
- Carrie Underwood
- Urban Nation
- Sarah Vaughan
- The Ventures
- Andreas Vollenweider (2006)
- Kelly Willard
- Andy Williams
- Vanessa L. Williams
- Rob Halford (2009)
- Andrea Bocelli con Mary J. Blige (2009)
- Train (2004)
- Marco Frisina (1999)
- Claudio Baglioni (2012)
- Lindsey Stirling (2017)
- Michael W. Smith ft Martina McBride (The Spirit of Christmas, 2013)
- August Burns Red
- Cedarmont Kids                                                                                     * Wee Sing
- Tommee Profitt ft Avril Lavigne
- Bad Religion